# Stigmella hylomaga
Stigmella hylomaga là một loài bướm đêm thuộc họ Nepticulidae. Nó được tìm thấy ở Argentina.